# Norang meori
Pour les articles homonymes, voir Yellow.
Série
Norang meori 2
(2001)
Pour plus de détails, voir Fiche technique et Distribution.
Norang meori (노랑머리) est un film sud-coréen réalisé par Kim Yu-min, sorti le 26 juin 1999. Il a pour suite Norang meori 2.

## Synopsis
Yu-na et Sang-hee sont deux amies proches qui teignent leur cheveux en jaune pour se rendre plus jeunes qu'elles ne le sont vraiment. Elles tombent toutes les deux amoureuses de Young-kyu, un homme plus âgé qui a déjà une petite amie. Mais Yu-na et Sang-hee sont toutes les deux bien décidées à garder Young-kyu pour elles. Leur rage de jalousie entraine bientôt des envies de meurtre.

## Fiche technique
- Titre : Norang meori
- Titre original : 노랑머리
- Titre anglais : Yellow Hair
- Réalisation : Kim Yu-min
- Scénario : Son Jeong-seob
- Production : Yeo Han-gu
- Musique : Ahn Ji-hong
- Photographie : Lee Eun-gil
- Montage : Kim Sang-bum
- Pays d'origine : Corée du Sud
- Langue : coréen
- Format : Couleurs - 1,85:1 - Dolby Digital - 35 mm
- Genre : Drame
- Durée : 82 minutes
- Date de sortie : 26 juin 1999

## Distribution
- Lee Jae-eun : Yu-na
- Kim Ki-yeon : Sang-hee
- Kim Hyeong-cheol : Young-kyu
- Kim Hee-ok
- Min Gyeong-jin
- Kim Jong-hun
- Park Gyeong-hwan
- Kang Tae-jun
- Son Jeong-sup

## Autour du film
- Yellow Hair a été le premier film dans l'histoire du cinéma coréen à être censuré par une association culturelle publique. Le processus a duré trois mois avant qu'il ne soit accepté par l'association le 21 juin 1998.

## Récompenses
- Prix de la meilleure actrice débutante (Lee Jae-eun) lors des Blue Dragon Film Awards 1999.